# Nikon Coolpix 995
La Nikon Coolpix 995 è una fotocamera digitale compatta ed è stata annunciata il 25 aprile 2001 per sostituire il modello 990 della serie Nikon Coolpix.

## Caratteristiche

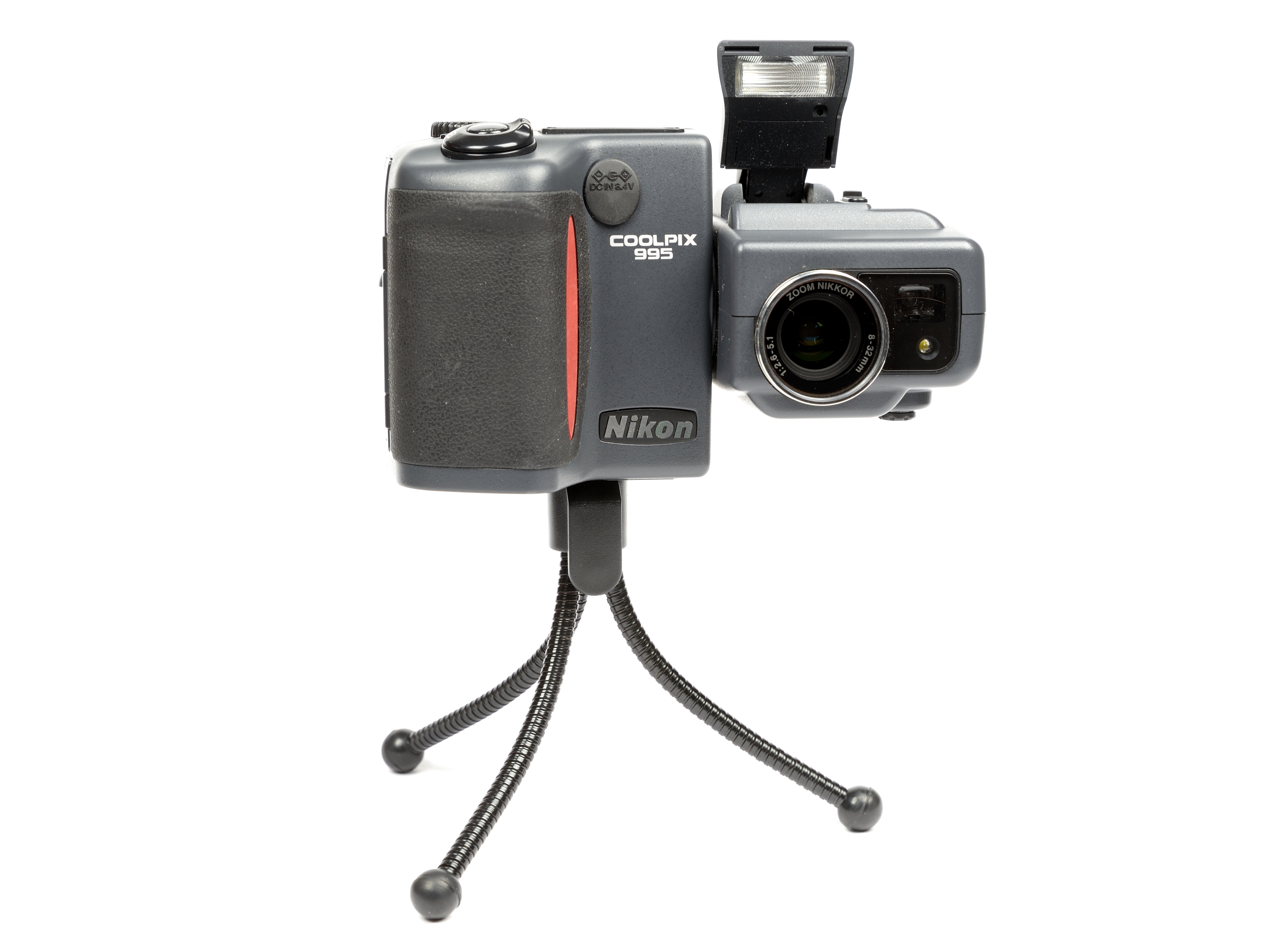
La Coolpix 995 su trepiedi

Simile in apparenza alla 990, i cambiamenti includono il passaggio a plastica ad alta resistenza per la metà dell'obiettivo del corpo girevole, 
un flash pop-up per ridurre gli occhi rossi spostando la lampadina lontano dall'obiettivo, incremento della capacità zoom fino a 4x, compatibilità con CompactFlash Type II
e uso della batteria ricaricabile Li-Ion EN-EL1 al posto delle quattro batterie AA precedenti.
La serie di fotocamere Coolpix 9xx si distingue per il corpo girevole. Ciò ha permette all'utente di ruotare l'obiettivo rispetto allo schermo LCD e ai comandi per offrire una visione comoda in un'ampia gamma di posizioni di ripresa. Il corpo girevole ha anche consentito l'implementazione nella fotocamera di un obiettivo con una lente molto più grande con un'ampia gamma di teleobiettivi e eccezionali funzionalità di macro. L'obiettivo interno non utilizza un disegno a pop out e include un anello di montaggio filettato con filettatura a 28mm nella parte anteriore. 
Il diametro dell'anello di montaggio è coincidente con quello della maggior parte dei microscopi clinici, con la conseguenza che la serie 9xx diventa popolare per la fotomicrografia portatile a proiezione a mano. Questo anello di montaggio è presente sull'intera serie. Erano disponibili una serie di convertitori teleobiettivi, grandangolari e fish-eye intercompatibili per tutta la serie 9xx.
Le fotocamere Coolpix 9xx sono state ampiamente considerate tra le migliori nella loro fascia di prezzo. La qualità fotografica è stata considerata eccellente con minime distorsioni dell'obiettivo e aberrazione cromatica.
La Coolpix 995 è stata successivamente sostituita da Coolpix 4500, poi da Coolpix S4, con un sensore da 6 megapixel, più funzionalità di fotografia a punti e spari e meno modalità manuali, 
tra le altre modifiche e Coolpix s10, con funzioni più avanzate Come la riduzione delle vibrazioni e una batteria agli ioni di litio.
La versione per il mercato europeo della Coolpix 995 e la versione per il mercato statunitense sono esattamente uguali ad eccezione del diverso colore dell'inserto nell'impugnatura, rosso per le prime, viola per le seconde.